# Birinşi Lïga 1995
La Birinşi Lïga 1995 è stata la 4ª edizione della seconda serie del campionato kazako di calcio. 

## Stagione

### Novità
Dalla Qazaqstan Top Division 1994 sono retrocesse Ýralec e Iassy. Quest'ultima successivamente non si è iscritta alla Birinşi Lïga, come anche il Jalın. 
Si sono iscritte cinque nuove squadre: Sirius Aqtöbe, Gornyak Sätbayev, Elimaý-2, Vostok-2 e Gornyak Xromtaw-2.

### Formula
Le tredici squadre sono suddivise, con criterio geografico, in tre gironi: le prime due di ciascun girone, accedono alla fase finale, dove le prime tre classificate verranno promosse in Qazaqstan Top Division 1996.

## Fase a gironi

### Zona Ovest
|  | Pos. | Squadra           | Pt | G | V | N | P | GF | GS | DR  |
|  | ---- | ----------------- | -- | - | - | - | - | -- | -- | --- |
|  | 1.   | Qaisar            | 19 | 8 | 6 | 1 | 1 | 12 | 4  | +8  |
|  | 2.   | Ferro Aqtöbe      | 19 | 8 | 6 | 1 | 1 | 22 | 5  | +17 |
|  | 3.   | Ýralec            | 16 | 8 | 4 | 0 | 4 | 14 | 13 | +1  |
|  | 4.   | Gornyak Xromtaw-2 | 9  | 8 | 3 | 0 | 5 | 4  | 18 | -14 |
|  | 5.   | Sirius Aqtöbe     | 0  | 8 | 0 | 0 | 8 | 3  | 15 | -12 |

Legenda:
      Ammessa fase finale
Note:
Tre punti a vittoria, uno a pareggio, zero a sconfitta.

### Zona Est
|  | Pos. | Squadra  | Pt | G | V | N | P | GF | GS | DR |
|  | ---- | -------- | -- | - | - | - | - | -- | -- | -- |
|  | 1.   | Elimaý-2 | 13 | 6 | 4 | 1 | 1 | 10 | 3  | +7 |
|  | 2.   | Namıs    | 13 | 6 | 4 | 1 | 1 | 7  | 4  | +3 |
|  | 3.   | Vostok-2 | 8  | 6 | 2 | 2 | 2 | 6  | 7  | -1 |
|  | 4.   | Aqsw     | 0  | 6 | 0 | 0 | 6 | 3  | 12 | -9 |

Legenda:
      Ammessa fase finale
Note:
Tre punti a vittoria, uno a pareggio, zero a sconfitta.

### Zona Centro
|  | Pos. | Squadra          | Pt | G | V | N | P | GF | GS | DR |
|  | ---- | ---------------- | -- | - | - | - | - | -- | -- | -- |
|  | 1.   | Eńbek            | 12 | 6 | 3 | 3 | 0 | 5  | 3  | +2 |
|  | 2.   | Kókshe           | 9  | 6 | 2 | 3 | 1 | 7  | 4  | +3 |
|  | 3.   | Esil Aqmola      | 9  | 6 | 2 | 3 | 1 | 9  | 11 | -2 |
|  | 4.   | Gornyak Sätbayev | 1  | 6 | 0 | 1 | 5 | 3  | 6  | -3 |

Legenda:
      Ammessa fase finale
Note:
Tre punti a vittoria, uno a pareggio, zero a sconfitta.

## Fase finale
|  | Pos. | Squadra      | Pt | G  | V | N | P  | GF | GS | DR  |
|  | ---- | ------------ | -- | -- | - | - | -- | -- | -- | --- |
|  | 1.   | Qaisar       | 21 | 10 | 6 | 3 | 1  | 16 | 4  | +12 |
|  | 2.   | Eńbek        | 20 | 10 | 6 | 2 | 2  | 20 | 11 | +9  |
|  | 3.   | Kókshe       | 19 | 10 | 6 | 1 | 3  | 12 | 8  | +4  |
|  | 4.   | Namıs        | 13 | 10 | 4 | 1 | 5  | 13 | 16 | -3  |
|  | 5.   | Ferro Aqtöbe | 13 | 10 | 4 | 1 | 5  | 13 | 13 | 0   |
|  | 6.   | Ýralec       | 0  | 10 | 0 | 0 | 10 | 4  | 26 | -22 |

Legenda:
      Promossa in Qazaqstan Top Division 1996
Note:
Tre punti a vittoria, uno a pareggio, zero a sconfitta.